# Station Amilly-Ouerray
Station Amilly-Ouerray is een spoorwegstation in de Franse gemeente Amilly.